# Ports de Mulhouse-Rhin
Le Port autonome de Mulhouse (ou Ports de Mulhouse-Rhin) est un port fluvial basant son activité sur le Rhin. Il est le troisième port fluvial de France après le Port autonome de Strasbourg (2e place) et le Port autonome de Paris.

## Activités

### Implantations
Les ports de Mulhouse-Rhin comptent 3 sites portuaires, Ottmarsheim, le port industriel situé sur le Grand Canal d’Alsace, et au cœur de la ZI Mulhouse-Rhin. Situés dans la région Alsace, dans le Haut-Rhin, avec une situation privilégiée.

### Réseau ferroviaire
Les ports disposent d'un réseau ferroviaire de 35 km de voies propres dont un embranchement avec un faisceau d’échange de 5 voies de 750 m relié à la gare de Bantzenheim.